# Joaquín Ballester i Sanz
Joaquín Ballester i Sanz (Paterna, 1961) és un polític valencià, president d'Unió Valenciana (UV) del 2005 al 2006 i actual militant del Partit Popular des del 2010.
Llicenciat en Ciències Químiques per la Universitat de València el 1984, fou triat regidor per UV a l'Ajuntament de Paterna el 1999, renovant l'acta a les successives eleccions municipals fins al 2007, quan no aconsegueix els vots suficients i decideix abandonar la política. Abans, Ballester fou president nacional d'UV des del març de 2005, després de guanyar el Congrés del partit en el qual s'enfrontava a la candidatura encapçalada per Amparo Picó i José María Chiquillo, senador triat a les llistes del PP. Ballester, que propugnava per un allunyament del PP i la consolidació d'un discurs propi i més valencianista, dimití del càrrec l'abril de 2006 al·legant discrepàncies amb el partit i manca d'ideologia valencianista. Així i tot, Ballester es va mantindre com a regidor d'UV a Paterna durant un any més. L'octubre de 2010 anuncià que deixava la seua miliància a UV per passar-se al PP.
| Precedit per: Julio Chanzá Romaguera | President d'Unió Valenciana 2005 - 2006 | Succeït per: José Manuel Miralles i Piqueres |